# 泰國教育

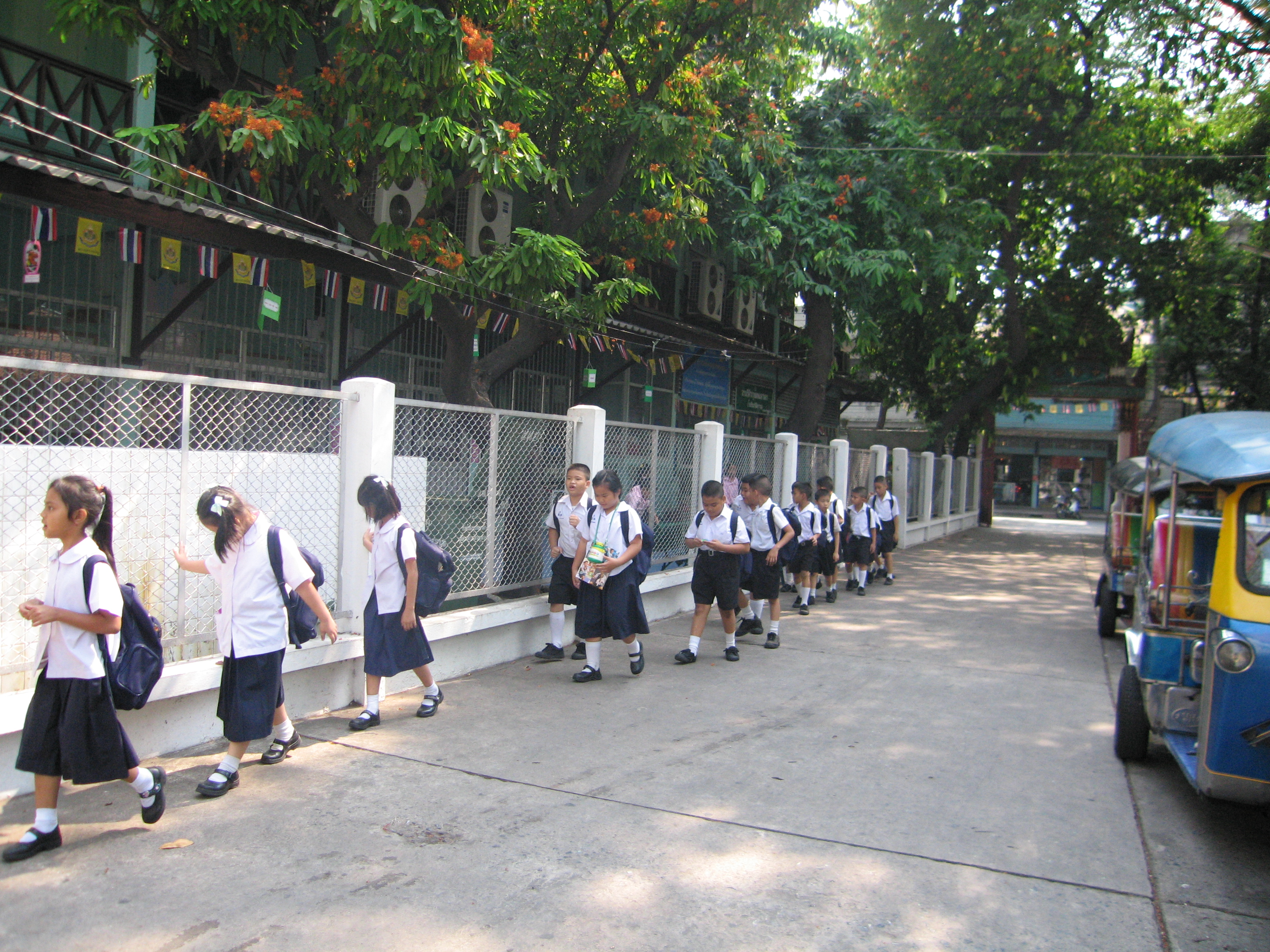
泰國的小學生

泰國教育主要是由泰國教育部管理。學齡兒童必須就學，直到完成初级中學前三年的課程，這些學生可以就讀公立或私立學校，這些學校的學制分為小學六年的初等教育、以及中學六年的中等教育。少數偏遠地區學校的學制只包含六年小學和三年初级中學。
根據2005年的統計，泰國的整體識字率大約為92.6%

## 外部連結
- 泰國教育歷史
- 泰國教育部
  - 泰國高等教育委員會 （页面存档备份，存于）
- 泰國國家教育委員會辦公室 （页面存档备份，存于）
- 泰國工程科技領域教育
- 泰國的教育網站 （页面存档备份，存于）
- 泰國的大學與學院 （页面存档备份，存于）
  - 泰國的國際學術課程 （页面存档备份，存于）